# Taíjataf
Taíjataf (Tayataf), jedno od plemena Alacalufan Indijanaca iz južnoačileanskog arhipelaga, vjerojatno u području kanala Taixatáfkstai (toponim koji je zabilježio Jose Garcia Martí), blizu otoka Guarello. Otkrio ih je, kao i plemena Caucahues, Calenes, i Lecheyeles šezdesetih godina 18. stoljeća otac Jose Garcia Marti koji ih locira između 48° i 49°.

## Vanjske poveznice
- Origen del nombre de la etnia